# Abi von Reininghaus

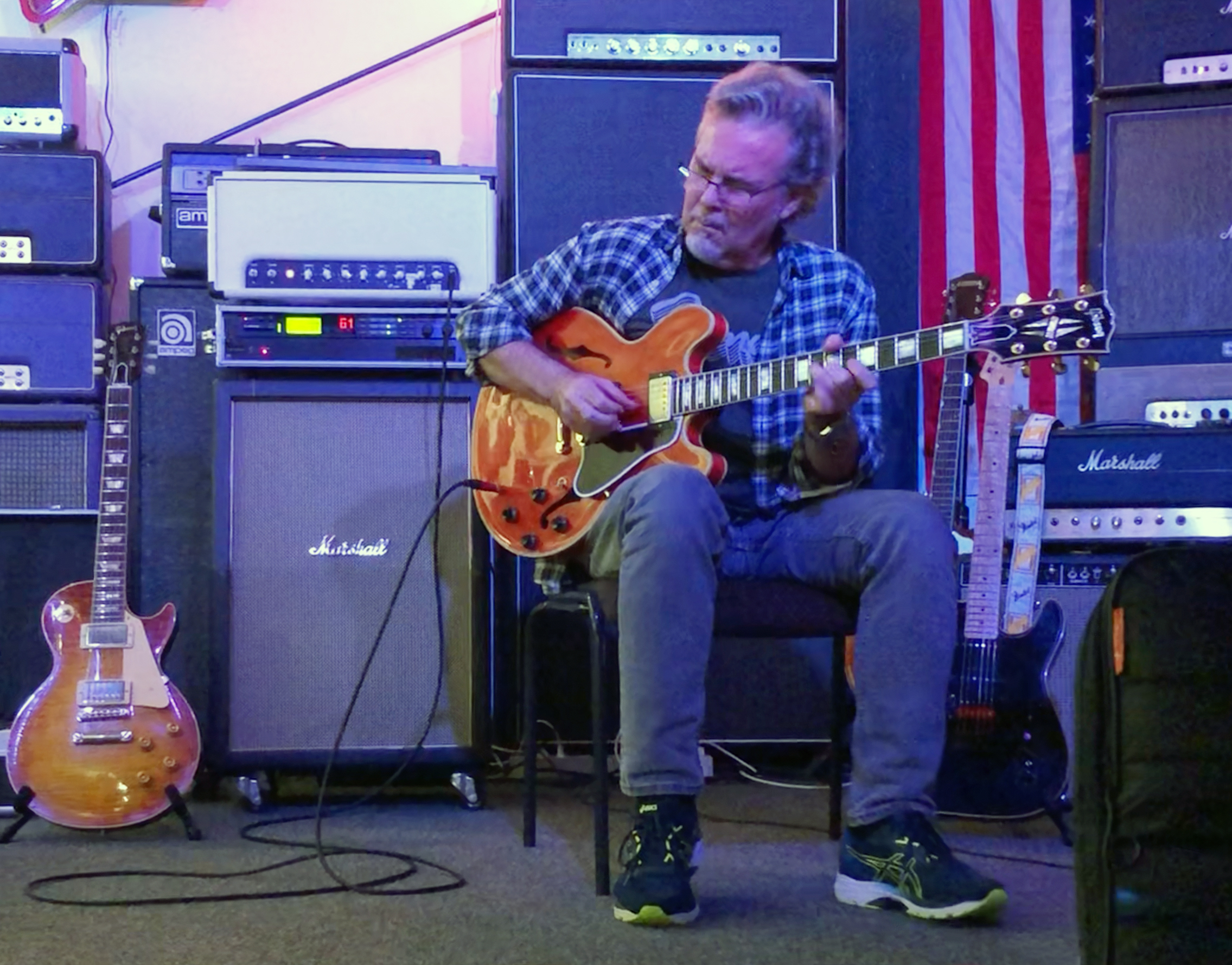
Abi von Reininghaus mit einer Gibson ES-355 bei einem Workshop (2024)

Albrecht „Abi“ von Reininghaus (* 1959 in München als Albrecht Rüdiger Luis Franz Josef Maria) ist ein deutscher Gitarrist, Musikpädagoge, Komponist, Dozent, Kolumnen- und Lehrbuchautor.

## Familie und Jugend
Abi von Reininghaus, väterlicherseits ein Ururenkel von Johann Peter von Reininghaus, wurde in München geboren. Familiäre Bindungen bestehen auch zur Linie Mautner Markhof, er ist ein Urururenkel von Adolf Ignaz Mautner von Markhof.
Seine frühe Kindheit verbrauchte er in Mauern (Grafrath), später in Hohenschwangau. Als Jugendlicher lebte er in Kelkheim im Taunus.

## Musikalischer Werdegang

### Ausbildung
Mit dreizehn Jahren brachte sich Abi von Reininghaus selbst das Spielen auf der akustischen Gitarre bei. Später folgten erste Auftritte im Jazzclub Kelkheim mit eigenen Stücken (Akustikgitarre und Gesang).
1984 zog er nach Los Angeles, um ein Studium am Guitar Institute of Technology (GIT) zu absolvieren, wobei er den Schwerpunkt auf die elektrische Gitarre legte. Zu seinen Lehrern am GIT gehörten unter anderem Charlie Fechter, Dan Gilbert, Robben Ford, Duane Deyo, Ron Eschete, Joe Diorio, Steve Trovato, Keith Wyatt und Carl Schroeder.

### Musikalische Projekte
1997 veröffentlichte Abi von Reininghaus das selbstkomponierte Soloalbum King of Heart mit 12 Instrumentalstücken. 2009 folgte eine Reissue mit 4 zusätzlichen Bonustracks.
Ab 2003 war er Mitglied und Gitarrist der Band Jazzmachine, die im selben Jahr die CD Radio veröffentlichte.
Ebenfalls 2003 spielte er sämtliche Gitarrenparts auf dem Album A Tribute to Simon & Garfunkel der Band Die Singphoniker ein.
2008 produzierte er zusammen mit Stefan Zaradic das Jazzmachine-Nachfolge-Album Moongroove u. a. mit Andreas Keller, Thorsten Skringer und Ana Patan.

### Publizistische Tätigkeit
Von Ausgabe 06/1991 bis 05/2001 war Abi von Reininghaus Autor der Kolumne „In Vivo Guitar“ in der Fachzeitschrift Gitarre & Bass, die er später in ähnlicher Form unter dem Titel „Abilities“ von 2006 bis 2008 im Magazin Guitar weiterführte.
Aus der Kolumne „In Vivo Guitar“ heraus entstand die Idee eines Lehrbuches mit gleichem Titel, das sich laut Verlag und Autor „nicht als Lehrbuch, sondern als Verstehbuch sieht“ und Themen wie Harmonielehre, Improvisation und Spieltechniken verständlich vermittelt.

#### Veröffentlichungen
- Lehrbuch „In Vivo Guitar“, 1993 Voggenreiter Verlag. ISBN 978-3-8024-0226-5
- Buchbeitrag „Holländische Tomaten und Pop-Musik“ in „Macht Musik“, 2005 Wienand Verlag. ISBN 3-87909-865-4[5]
- Buchbeitrag „Classical Music, Jazz, Rock, Pop – What’s the Difference?“ in „Satchmo meets Amadeus“, 2006 Studien Verlag. ISBN 3-7065-4150-5[6]

## Tätigkeit als Dozent
1978 begann Abi von Reininghaus privat zu unterrichten. Von 1984 bis 1992 war er Dozent am Münchner Gitarreninstitut (MGI).
Neben seinem musikalischen Schaffen gründete er 2003 in München die A-Team-Academy, in der er als Dozent sowohl sein theoretisches Wissen als auch seine praktischen Erfahrungen an die Studierenden weitergibt.

## Sonstiges
Seit 2005 führt Abi von Reininghaus als Markenentwickler und Berater mit Audio-Brand-Management eine Firma, die Kunden u. a. aus der Musikbranche, wie z. B. Schaller GmbH oder Klotz A.I.S, betreut hat. Er lebt in München, ist verheiratet und hat zwei erwachsene Kinder.
Neben der deutschen besitzt von Reininghaus auch die österreichische Staatsangehörigkeit. Im privaten Bereich führt er das „von“ in seinem Namen nicht mehr.